# Jewish Supernumerary Police

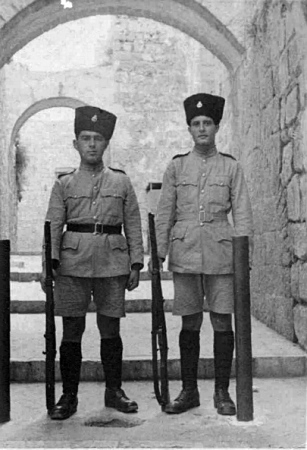
Mitglieder der Jewish Supernumerary Police (1937)

Die Jewish Supernumerary Police (oder Ghafir; hebräisch שׁוֹטְרִים מוּסָפִים Schōṭrīm Mūssafīm, deutsch ‚zusätzliche Polizisten‘) war im Völkerbundsmandat für Palästina eine Unterabteilung der von der britischen Mandatsmacht ins Leben gerufenen Notrim, gegründet 1936, um die Basis an Ordnungs- und Sicherheitskräften zu verbreitern. Mit ihrer Hilfe traten die Briten den vielen tödlichen Gewaltakten arabischerseits gegen tatsächliche und vermeintliche Vertreter der Mandatsmacht und gegen die Minderheit jüdischer Palästinenser entgegen, die sehr zunahmen während des Großen Arabischen Aufstands (1936–1939), seinerzeit größte Erhebung gegen eine britische Kolonialverwaltung.
Die Mitglieder für diese Polizeitruppe wurde mehrheitlich aus der Hagana rekrutiert. Die Aufgabe der Ghafir war die Sicherstellung der Ruhe und der Schutz von Dörfern, Städten und Eisenbahnstrecken gegen arabische Anschläge. Die Jewish Supernumerary Police wurde sehr bald als Deckorganisation von der Hagana benutzt. Im Laufe der Zeit wurde die Truppenstärke der Ghafirs von 6.000 auf 14.000 Mann erhöht.

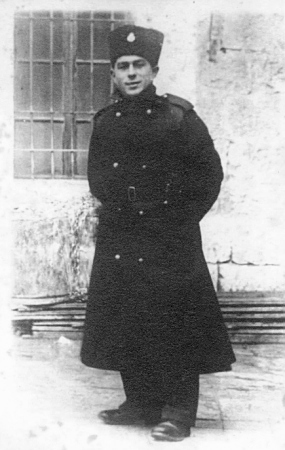
Mitglied der Jewish Supernumerary Police in Winteruniform